# Joseph Meliga
Joseph Meliga (* 10. August 1905 in Antibes; † 2. August 1967) war ein französischer Fußballspieler.

## Karriere
Meliga wuchs in Antibes auf und begann beim lokalen Klub Olympique Antibes das Fußballspielen; er zählte zu einer Mannschaft, die sich im Verlauf der Saison 1931/32 die Qualifikation für die 1932 gegründete Profiliga Division 1 erspielte. Somit trat der Abwehrspieler zur Spielzeit 1932/33 in der höchsten französischen Spielklasse an und zählte zur Stammelf in seiner Mannschaft.
Seine Position im Team konnte er in den darauffolgenden Jahren beibehalten und trug so zur Sicherung des Klassenerhalts bei, auch wenn ihm der Gewinn eines nationalen Titels verwehrt blieb. Ein gebrochenes Bein bildete für ihn 1937 den Anlass, seine Laufbahn mit 31 Jahren nach 98 Erstligapartien mit vier Toren zu beenden; seinen Verein hat der 1967 gestorbene Profi nie gewechselt.